# 東京都道305号芝新宿王子線

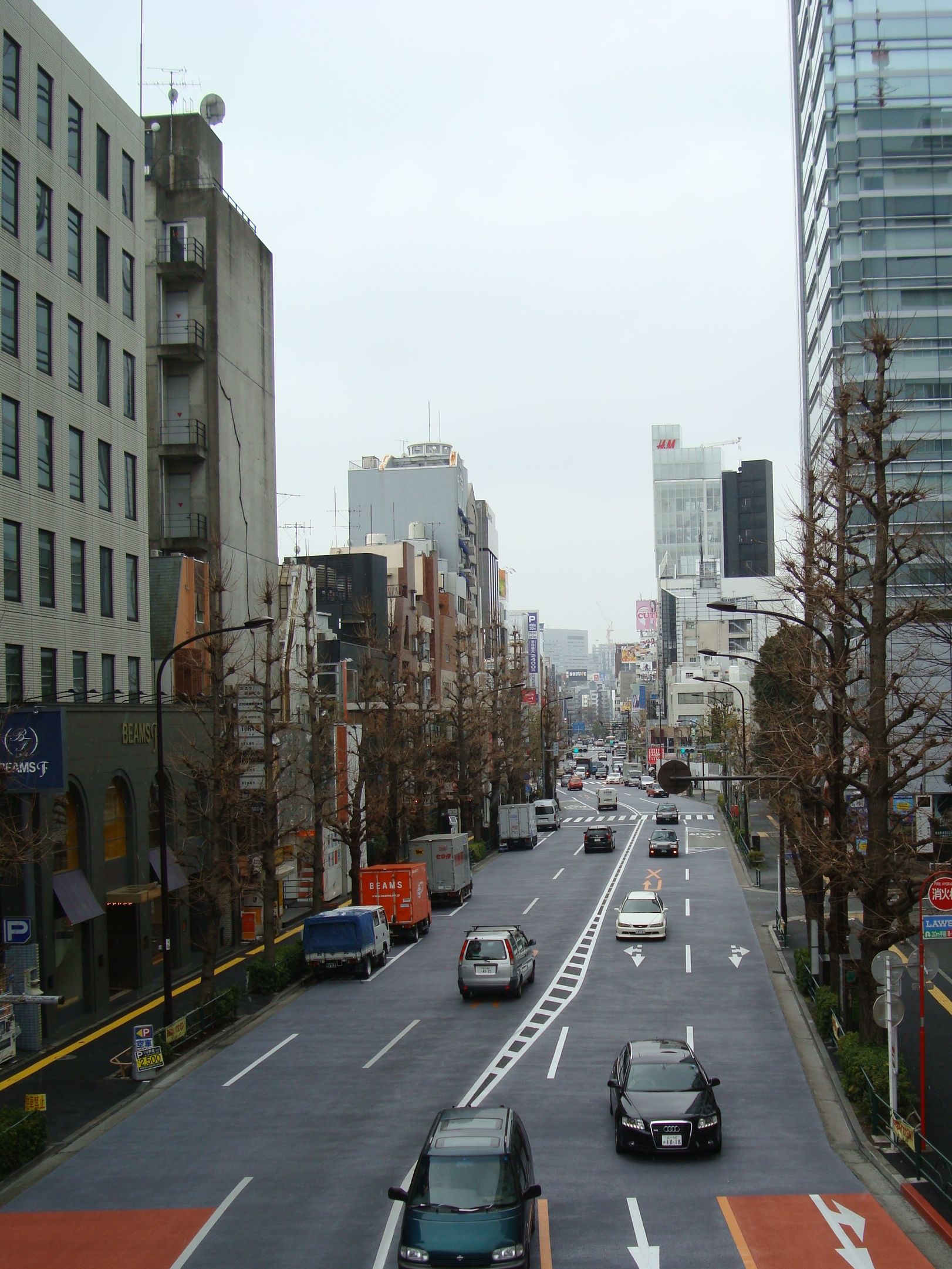
原宿付近（明治通り）

東京都道305号芝新宿王子線（とうきょうとどう305ごう しばしんじゅくおうじせん）は、東京都港区と北区を結ぶ都道（主要地方道）である。

## 概要
南北に池袋・新宿・渋谷・恵比寿などの地域を結ぶ。渋谷橋交差点以北は池袋駅東口周辺を除き環状第5の1号線に属する（新宿駅東口周辺は支線）。
新宿駅東口周辺では東側にバイパス（環状第5の1号線）がある。2010年から工事を開始し、2022年12月3日に開通した。雑司が谷駅から渋谷駅まで、東京メトロ副都心線がこの道路の地下を通る。

## 起点・終点
- 起点 白金一丁目交差点：国道1号（桜田通り）と交差・東京都道415号高輪麻布線支線起点
- 終点 飛鳥山交差点：東京都道455号本郷赤羽線（本郷通り）・国道122号（明治通り）に接続

## 支線・パイパス
- 名称無し交差点（千駄ヶ谷5丁目・新宿パークホテル前） - 新宿2丁目交差点 - 名称無し交差点（新宿5丁目・新宿区役所第二分庁舎前）
- （豊島区高田2丁目付近） - 東池袋交差点 ※未成区間、環状第5の1号線として事業中
- 千登世橋下交差点 - 千登世橋交差点（東京都道8号千代田練馬田無線（目白通り）交点）

## 地理

### 通過する自治体
- 東京都
  - 港区
  - 渋谷区
  - 新宿区
  - 豊島区
  - 北区

### 通称
- 起点 - 恵比寿三丁目交差点：白金北里通り
- 恵比寿三丁目交差点 - 恵比寿一丁目交差点：恵比寿通り
- 恵比寿一丁目交差点 - 渋谷橋交差点：駒沢通り（東京都道416号古川橋二子玉川線との重複区間）
- 渋谷橋交差点 - 終点：明治通り
- 名称無し交差点（千駄ヶ谷5丁目・新宿パークホテル前） - 新宿2丁目交差点 - 名称無し交差点（新宿5丁目・新宿区役所第二分庁舎前）：御苑通り ※パイパス

### 交差する主な道路

#### 本線
北から 
| 交差する道路                                                                                                | 交差する道路                                                                                      | 交差点名 | 交差点名               |
| --- | ------------------------------------------------------------------------------------------------- | -------- | ---------------------- |
| 国道122号（明治通り）                                                                                       | 東京都道455号本郷赤羽線（本郷通り）                                                               | 北区     | 飛鳥山                 |
| 国道17号（中山道・白山通り） 首都高速中央環状線                                                             | 国道17号（中山道・白山通り） 首都高速中央環状線                                                   | 豊島区   | 西巣鴨                 |
| （旧中山道）                                                                                                | （旧中山道）                                                                                      | 豊島区   | 堀割                   |
| | 東京都道436号小石川西巣鴨線（宮仲公園通り）                                                       | 豊島区   | 上池袋                 |
| 国道254号（川越街道・春日通り） 東京都道435号音羽池袋線 東京都道441号池袋谷原線 首都高速5号池袋線           | 国道254号（川越街道・春日通り） 東京都道435号音羽池袋線 東京都道441号池袋谷原線 首都高速5号池袋線 | 豊島区   | 池袋六又陸橋           |
| （グリーン通り）                                                                                            | （グリーン通り）                                                                                  | 豊島区   | 池袋駅東口             |
| 東京都道8号千代田練馬田無線（目白通り）                                                                     | 東京都道8号千代田練馬田無線（目白通り）                                                           | 豊島区   | 千登世橋下             |
| 東京都道8号千代田練馬田無線（新目白通り）                                                                   | 東京都道8号千代田練馬田無線（新目白通り）                                                         | 新宿区   | 高戸橋                 |
| 東京都道25号飯田橋石神井新座線（早稲田通り）                                                                | 東京都道25号飯田橋石神井新座線（早稲田通り）                                                      | 新宿区   | 馬場口                 |
| 東京都道25号飯田橋石神井新座線（諏訪通り）                                                                  | 東京都道25号飯田橋石神井新座線（諏訪通り）                                                        | 新宿区   | 諏訪町                 |
| 東京都道433号神楽坂高円寺線（大久保通り）                                                                   | 東京都道433号神楽坂高円寺線（大久保通り）                                                         | 新宿区   | 大久保二丁目           |
| 東京都道302号新宿両国線（職安通り）                                                                         | 東京都道302号新宿両国線（職安通り）                                                               | 新宿区   | 新宿七丁目             |
| （花道通り）                                                                                                | （文化センター通り）                                                                              | 新宿区   | 新宿六丁目             |
| パイパス（御苑通り）                                                                                        | パイパス（御苑通り）                                                                              | 新宿区   | 新宿五丁目北（仮称）   |
| 東京都道4号東京所沢線 東京都道5号新宿青梅線 東京都道302号新宿両国線 東京都道430号新宿停車場前線（靖国通り） | 東京都道302号新宿両国線 東京都道430号新宿停車場前線（靖国通り）                                   | 新宿区   | 新宿五丁目             |
| （新宿通り）                                                                                                | （新宿通り）                                                                                      | 新宿区   | 新宿三丁目             |
| 国道20号（甲州街道）                                                                                        | 国道20号（甲州街道）                                                                              | 新宿区   | 新宿四丁目             |
| パイパス（御苑通り）                                                                                        | パイパス（御苑通り）                                                                              | 渋谷区   | （新宿パークホテル前） |
| 東京都道414号四谷角筈線 首都高速4号新宿線                                                                   | 東京都道414号四谷角筈線 首都高速4号新宿線                                                         | 渋谷区   | 北参道                 |
| 東京都道413号赤坂杉並線（表参道）                                                                           | 東京都道413号赤坂杉並線（表参道）                                                                 | 渋谷区   | 神宮前                 |
| （玉川通り・青山通り） 首都高速3号渋谷線                                                                    | （玉川通り・青山通り） 首都高速3号渋谷線                                                          | 渋谷区   | 渋谷駅東口             |
| | 東京都道416号古川橋二子玉川線（明治通り）                                                         | 渋谷区   | 渋谷橋                 |
| 東京都道416号古川橋二子玉川線（駒沢通り）                                                                   | 本線                                                                                              | 渋谷区   | 恵比寿一丁目           |
| 東京都道418号北品川四谷線（外苑西通り・環状4号線） 首都高速2号目黒線                                        | 東京都道418号北品川四谷線（外苑西通り・環状4号線） 首都高速2号目黒線                              | 渋谷区   | 恵比寿三丁目           |
| 国道1号（桜田通り） 東京都道415号高輪麻布線                                                                 | 国道1号（桜田通り） 東京都道415号高輪麻布線                                                       | 港区     | 白金一丁目             |

#### 新宿御苑バイパス（御苑通り）
北から 
| 交差する道路                                                    | 交差する道路                                                    | 交差点名 | 交差点名               |
| --------------------------------------------------------------- | --------------------------------------------------------------- | -------- | ---------------------- |
| 本線（明治通り）                                                | （東京医大通り）                                                | 新宿区   | 新宿五丁目北（仮称）   |
| 東京都道302号新宿両国線 東京都道430号新宿停車場前線（靖国通り） | 東京都道302号新宿両国線 東京都道430号新宿停車場前線（靖国通り） | 新宿区   | 新宿五丁目東           |
| （新宿通り）                                                    | （新宿通り）                                                    | 新宿区   | 新宿二丁目             |
| 国道20号（甲州街道）                                            | 国道20号（甲州街道）                                            | 新宿区   | （都立新宿高校前）     |
| 本線（明治通り）                                                | 本線（明治通り）                                                | 渋谷区   | （新宿パークホテル前） |

### 重複区間
- 東京都道416号古川橋二子玉川線（駒沢通り）：恵比寿一丁目交差点 - 渋谷橋交差点
- 東京都道4号東京所沢線・東京都道5号新宿青梅線：新宿三丁目交差点 - 新宿五丁目交差点
- 国道122号：西巣鴨交差点 - 終点

### 周辺の施設
北から
- 飛鳥山停留場
- 桜丘中学校・高等学校
- 北区立滝野川第二小学校
- 大正大学
- 淑徳巣鴨中学校・高等学校
- 巣鴨中学校・高等学校
- 豊島区役所
- 池袋駅
- 池袋PARCO
- 池袋ショッピングパーク
- 雑司が谷駅
- 学習院大学
- 豊島区立千登世橋中学校
- 学習院下停留場
- 戸塚警察署
- 西早稲田駅
- 新宿区立西早稲田中学校
- 新宿北郵便局
- 早稲田大学 西早稲田キャンパス
- 新宿区立西戸山中学校
- コズミックセンター
- 東新宿駅
- 伊勢丹 新宿本店
- 新宿三丁目駅
- 新宿駅
- タカシマヤタイムズスクエア
- 新宿御苑
- 北参道駅
- 渋谷区立千駄谷小学校
- 原宿警察署
- ラフォーレ原宿
- 明治神宮前駅
- 渋谷教育学園渋谷中学校・高等学校
- 渋谷駅
- 渋谷警察署
- ライフ 渋谷東店
- 恵比寿駅
- 港区立神応小学校
- 北里大学薬学部
- 港区立朝日中学校
- 港区立三光小学校
- 白金高輪駅

## ギャラリー

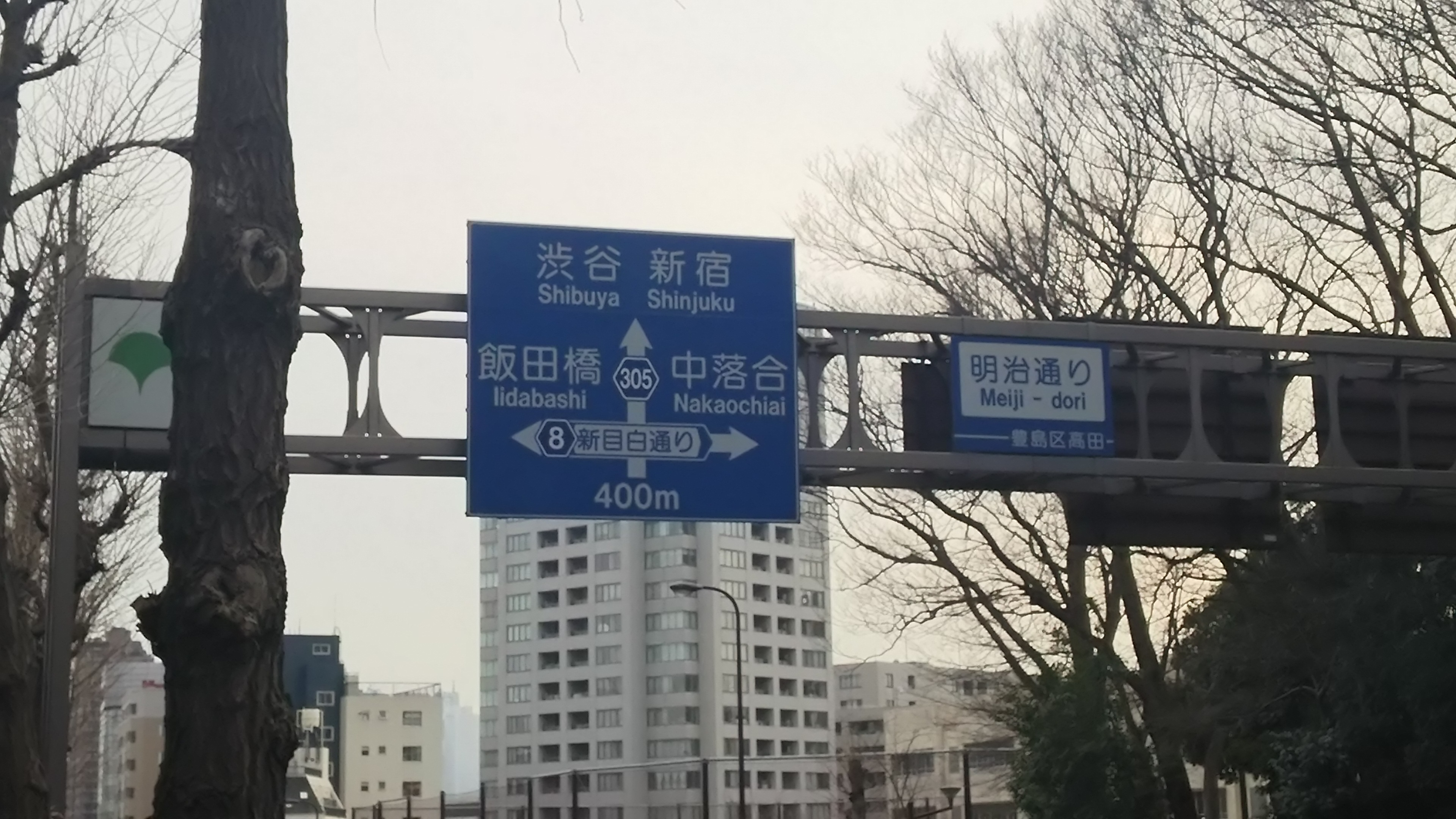
豊島区高田付近
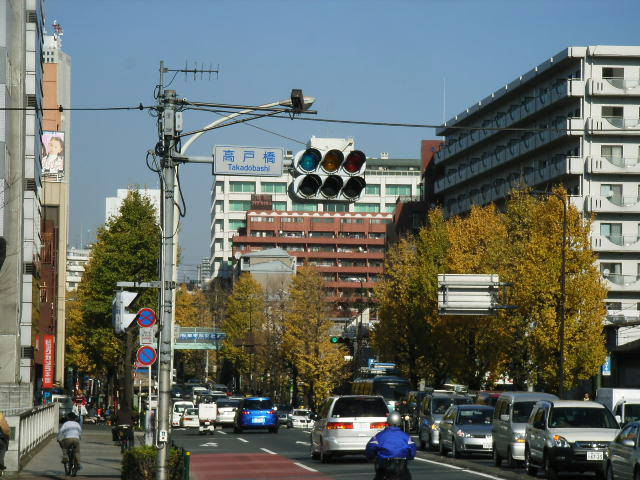
新宿区と豊島区の境で神田川を渡る（2004年12月）
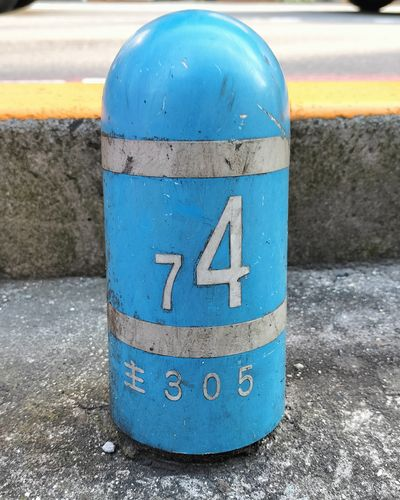
新宿四丁目交差点の南西にある7.4kmの距離標
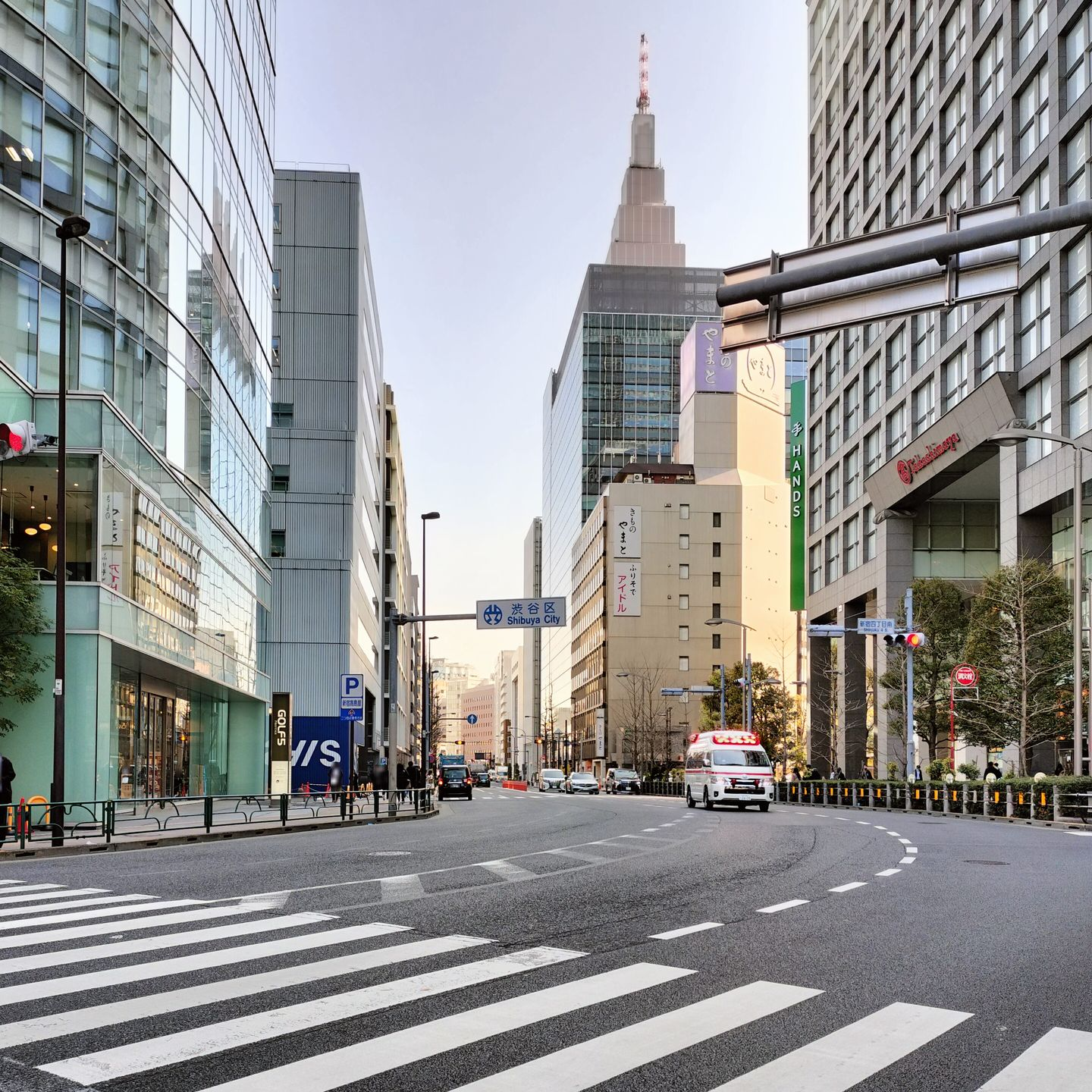
タカシマヤタイムズスクエア付近
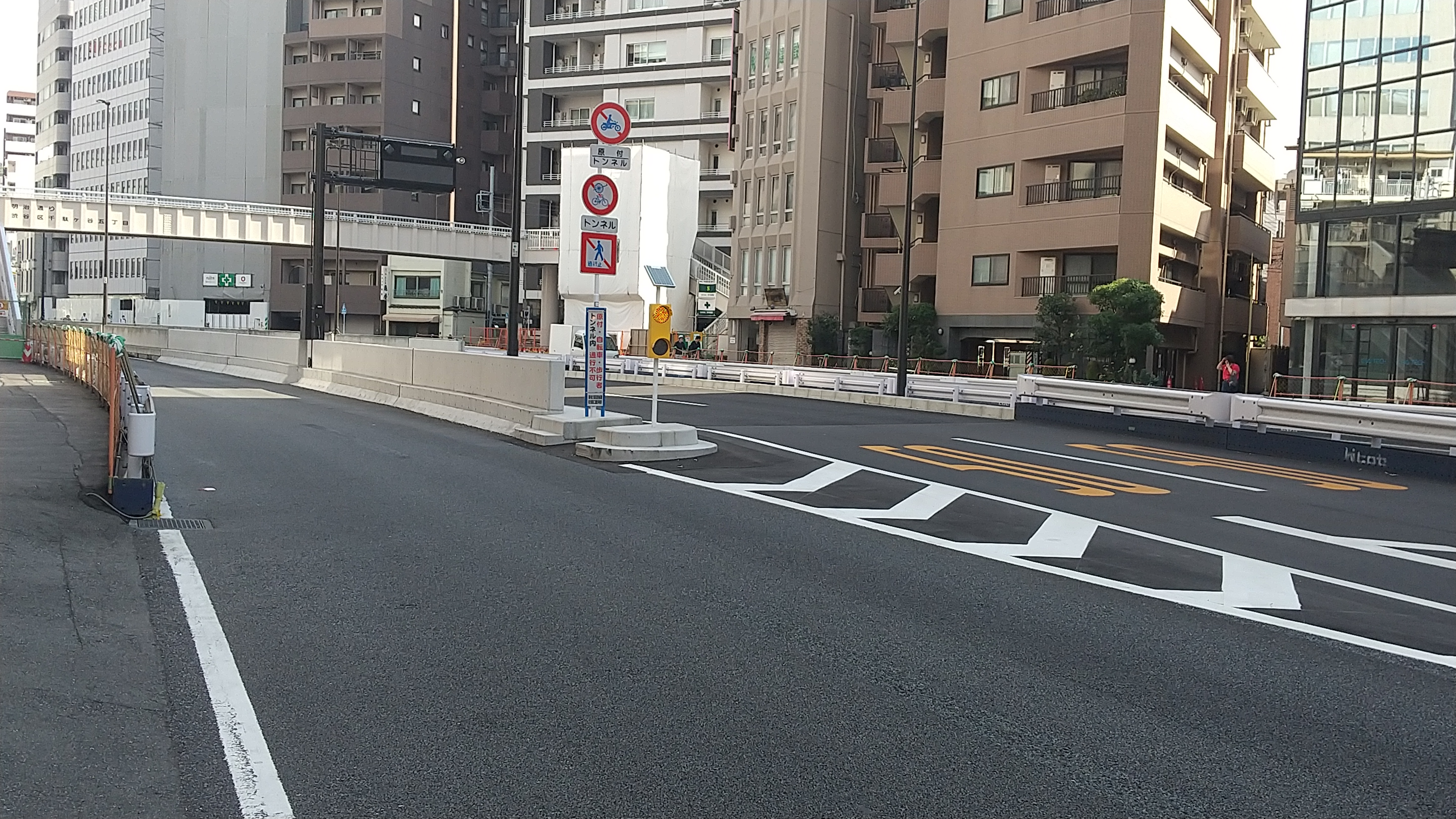
渋谷区千駄ヶ谷付近 環状第5の1号線との分岐（2023年6月）
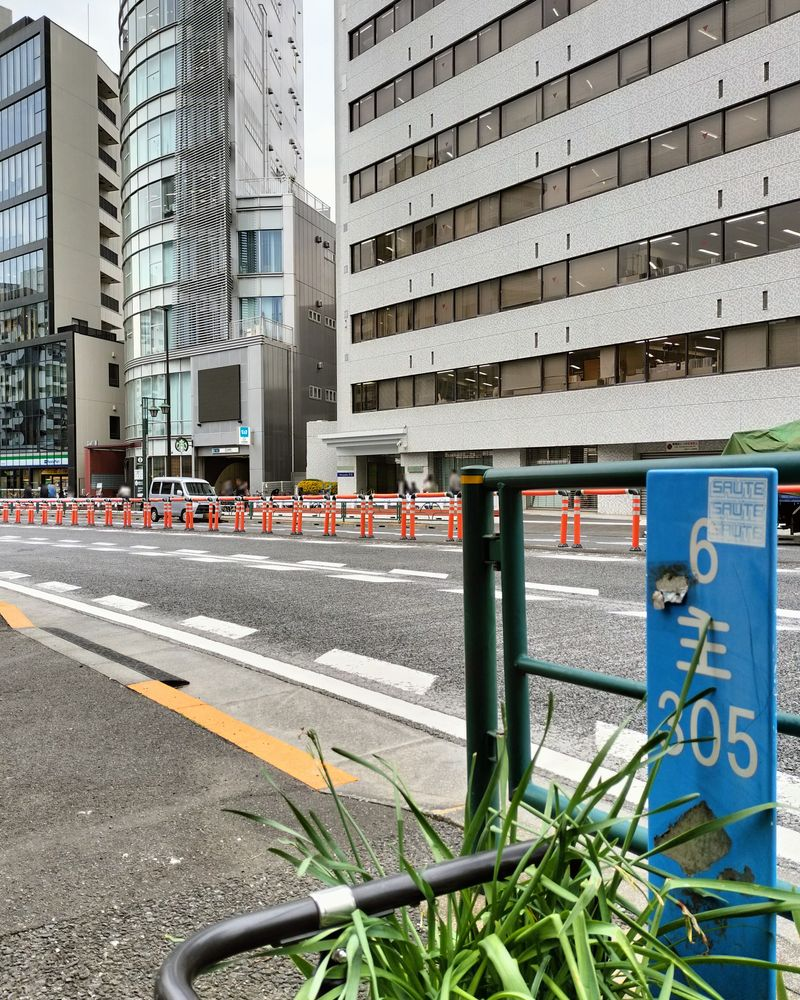
北参道駅付近に立つ6kmの距離標